# Jestřabí (tvrz)
Zaniklá tvrz v Jestřabí, nazývaná také tvrz Habicht (nebo Švédská mohyla), se nacházela severovýchodně od zaniklé německé vesnice Jestřabí (Habicht) a jiho-jihovýchodně od vrcholu kopce Strážisko u silnice z Mrskles do bývalé Velké Střelné, ve vojenském újezdu Libavá v pohoří Oderské vrchy v okrese Olomouc v Olomouckém kraji.

## Další informace
Základní zběžný archeologický průzkum tvrze v Jestřabí provedl německý archeolog Karl Schirmeisen v roce 1932. Z jeho tehdejších informací vyplývá, že nalezl malý okrouhlý nevysoký pahorek nového neznámého tvrziště, kolem něhož vede 200 cm široký (původně vodní) příkop lemovaný pozůstatkem místy až 150 cm vysokého valu. Schirmeisen zde nalezl středověké střepy, které datoval do 13. a 14. století.
Tehdejší místní německé obyvatelstvo nazývalo tvrz Švédská mohyla v domnění, že je to pozůstatek švédského opevnění z doby třicetileté války.
Historické záznamy o tvrzi v Jestřabí nejsou známé. Bližší archeologický průzkum by mohl přinést nové informace.
Protože se místo nachází ve vojenském prostoru, tak je bez povolení nepřístupné. Avšak obvykle jedenkrát v roce může být okolí místa přístupné v rámci cykloturistické akce Bílý kámen.